# Ned Flanders
Vous lisez un « bon article » labellisé en 2016.
Nedward Flanders, Jr., dit Ned Flanders, est un personnage fictif de la série télévisée d'animation Les Simpson.
Il apparaît pour la première fois dans le premier épisode de la série, Noël mortel. Il est le voisin le plus proche de la famille Simpson et tient le rôle du souffre-douleur d'Homer Simpson. C'est un fervent chrétien évangélique à la famille fâcheusement parfaite, il compte parmi les habitants de Springfield les plus sympathiques et compatissants, et il est généralement considéré comme un pilier de la communauté de la ville.
Il est l'un des premiers personnages hors de la famille Simpson à apparaître dans la série et tient depuis le rôle central de plusieurs épisodes, le premier de ceux-ci étant l'épisode Mini golf, maxi beauf, diffusé en 1990 pendant la deuxième saison. Son nom de famille tient son origine de la Flanders Street à Portland en Oregon, ville natale du créateur de Les Simpson, Matt Groening. Lors de sa création, il était destiné à être simplement un voisin agréable mais que Homer déteste.
Il est doublé en version originale par Harry Shearer. En version française, Patrick Guillemin lui prête sa voix jusqu'à la neuvième saison et Pierre Laurent le remplace depuis. Au Québec, il est doublé par Bernard Fortin. En mai 2015, Harry Shearer annonce vouloir arrêter de prêter sa voix au personnage et que quelqu'un devrait le remplacer. Cependant, le 7 juillet de la même année, la Fox signe les contrats de tous les membres principaux de la distribution, y compris Harry Shearer. En 1993, lors de la diffusion française de la quatrième saison, Patrick Guillemin est remplacé au doublage de Ned Flanders par Hervé Caradec pendant sept épisodes. Il a également été remplacé par Roland Timsit lors de l'épisode Le Saut de la mort.

## Rôle dansLes Simpson
Ned Flanders est toujours de bonne humeur et bien intentionné, ce qui le distingue de la plupart des autres habitants de Springfield. Il se caractérise par son importante ferveur religieuse, qui l'amène souvent à se laisser marcher sur les pieds. C'est un fervent chrétien évangélique qui suit strictement et littéralement la Bible et vote républicain. Toute violation du dogme biblique le perturbe profondément, ce qui se traduit souvent par des appels téléphoniques au révérend Lovejoy. Ces appels agacent fortement le révérend qui les considère comme une nuisance.
Ned, de son nom complet Nedward Flanders Jr. naît le 7 juin 1959.
Il passe son enfance à New York. Ses parents sont des « pouilleux de beatniks » qui ne croient pas en la discipline et laissent leur fils agir comme bon lui semble. Ils finissent par l'emmener chez un psychiatre, le Dr Frost, qui décide de tester sur Ned une thérapie expérimentale, la « fessée logicothérapie de l'université du Minnesota », qui consiste à donner continuellement des fessées au patient pendant huit mois. Le traitement est si efficace qu'il rend Flanders incapable d'exprimer la moindre colère. Lorsqu'il est sur le point de perdre son sang-froid, il réprime inconsciemment sa colère en bégayant des paroles dénuées de sens.
Flanders est diplômé de l'université Oral Roberts dans un domaine non spécifié et travaille en tant que commercial dans l'industrie pharmaceutique pendant la majeure parte de sa vie d'adulte,. Ayant économisé une bonne partie de son salaire, il finit par quitter son emploi pour fonder un magasin au centre commercial de Springfield, Le Palais du Gaucher (ou Gauchariat en version québécoise), spécialisé dans les articles pour gauchers.
En dépit de son apparence frêle, Ned cache un corps exceptionnellement musclé. La série se contredit quant à son âge. Dans l'épisode Une crise de Ned, il est enfant dans un flashback censé se dérouler trente ans plus tôt, mais il affirme dans l'épisode Fiesta à Las Vegas être âgé d'une soixantaine d'années. Son secret pour paraître si jeune est la règle des « trois M » : « Mener une vie saine, mâcher comme il faut et la messe comme vitamine tous les jours »,.
Flanders applique de son plein gré la charité, la gentillesse et la compassion chrétiennes. Il se consacre régulièrement aux œuvres de miséricorde et fait preuve d'une honnêteté et d'une rectitude morale immenses, allant jusqu'à passer une journée entière à traquer un client du Palais du Gaucher pour lui rendre sa monnaie. Dans l'épisode Oh la crise... cardiaque ! il décide d'offrir de tout cœur un rein et un poumon à la première personne qui en aurait besoin. Il est également un bon voisin pour la famille Simpson et vient souvent en aide. La volonté tenace de Ned de rester l'ami d'Homer force le respect des autres habitants de la ville. Ainsi, lorsque le magasin de Flanders est au bord de la faillite dans l'épisode Une crise de Ned, Homer organise un plan de secours avec l'aide de nombreux Springfieldiens à la manière de George Bailey dans La vie est belle.
L'épouse de Ned, Maude Flanders, est tout aussi dévote que lui. Ils ont deux enfants, Rod et Todd, qu'ils surprotègent. Maude meurt dans l'épisode de la onzième saison Adieu Maude, victime d'un accident impliquant un canon à tee-shirts. Du vivant de sa femme, Ned se marie également avec une serveuse, Ginger, lors d'une virée arrosée à Las Vegas. Dans un épisode suivant la mort de Maude, Ginger vient brièvement vivre avec Ned et ses enfants, mais elle décide rapidement de faire annuler le mariage, excédée par la douceur de Ned. Ce dernier a également eu une relation avec la chanteuse de rock chrétien Rachel Jordan et la star du cinéma Sara Sloane avant d'épouser l'institutrice Edna Krapabelle lors de la vingt-troisième saison. Pendant l'épisode L'Homme qui en voulait trop, Ned annonce le décès d'Edna, devenant veuf pour la deuxième fois.
Dans les premières saisons, Homer Simpson déteste Flanders parce qu'il considère que son voisin bénéficie d'une meilleure santé, d'une meilleure auto-discipline et d'une meilleure famille qu'il ne pourra jamais avoir. Homer emprunte (ou vole) fréquemment des affaires à Flanders, allant d'une simple brosse à dents à une girouette en passant par un caméscope ou un climatiseur,,. Même le célèbre canapé des Simpson provient du « trottoir devant chez Flanders ». Homer entretient avec son voisin un rapport d'amour-haine : il le considère parfois comme son meilleur ami, en partie à cause de la tolérance désintéressée de Ned, ou le traite avec un mépris total. Au fond de lui, Homer semble être sincèrement attaché à Ned, même si vu de l'extérieur, il fait souvent preuve de dédain à son égard. Dans les dernières saisons, Homer semble considérer Ned plutôt comme une nuisance. L'un des premiers gags récurrents de la série voit Marge se ranger du côté de Flanders contre son propre mari, ce qui rend ce dernier furieux,. Flanders n'a en général pas conscience du mépris d'Homer, même s'il lui arrive de s'énerver contre lui lorsqu'il va trop loin,.
Flanders téléphone très souvent au révérend Lovejoy pour lui demander conseil sur d'innombrables points, même les plus mineurs. Lassé des appels incessants de Flanders, Lovejoy s'est désintéressé de lui au point de lui suggérer d'essayer une autre religion. Les appels de Flanders sont un gag récurrent des premières saisons de la série qui est devenu plus rare au fil du temps. L'épisode de la huitième saison, Je crois en Marge, est centré sur la relation entre Lovejoy et Flanders. Il montre comment le révérend s'est de plus en plus désintéressé des problèmes de Flanders. Dans l'épisode Et la cavalerie arriva, on peut voir une pièce de la maison de Ned remplie d'objets de collection autour des Beatles. Il affirme qu'il les admire autant car ils étaient « plus grands que Jésus ».

## Personnage

### Création

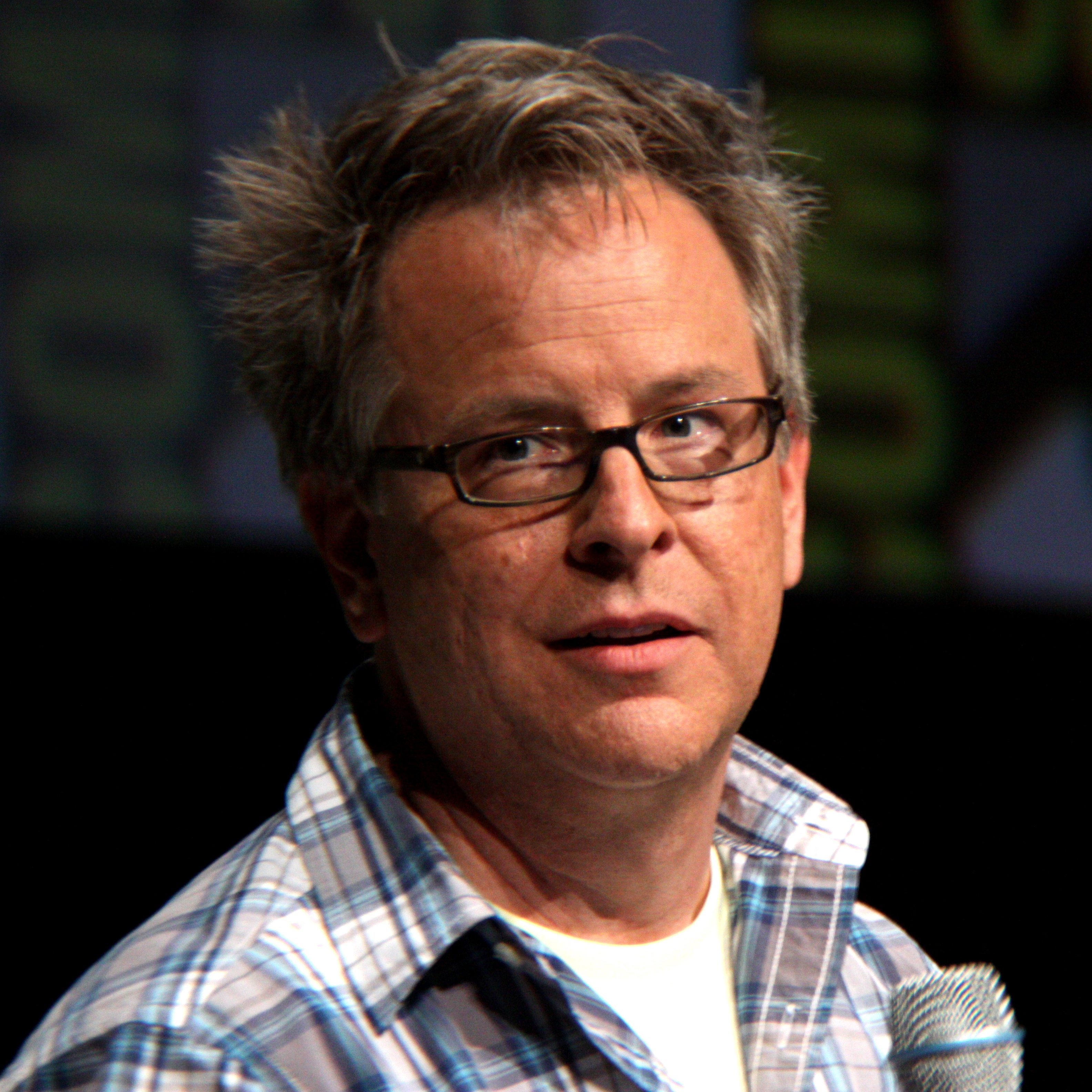
Rich Moore, concepteur de Ned Flanders.

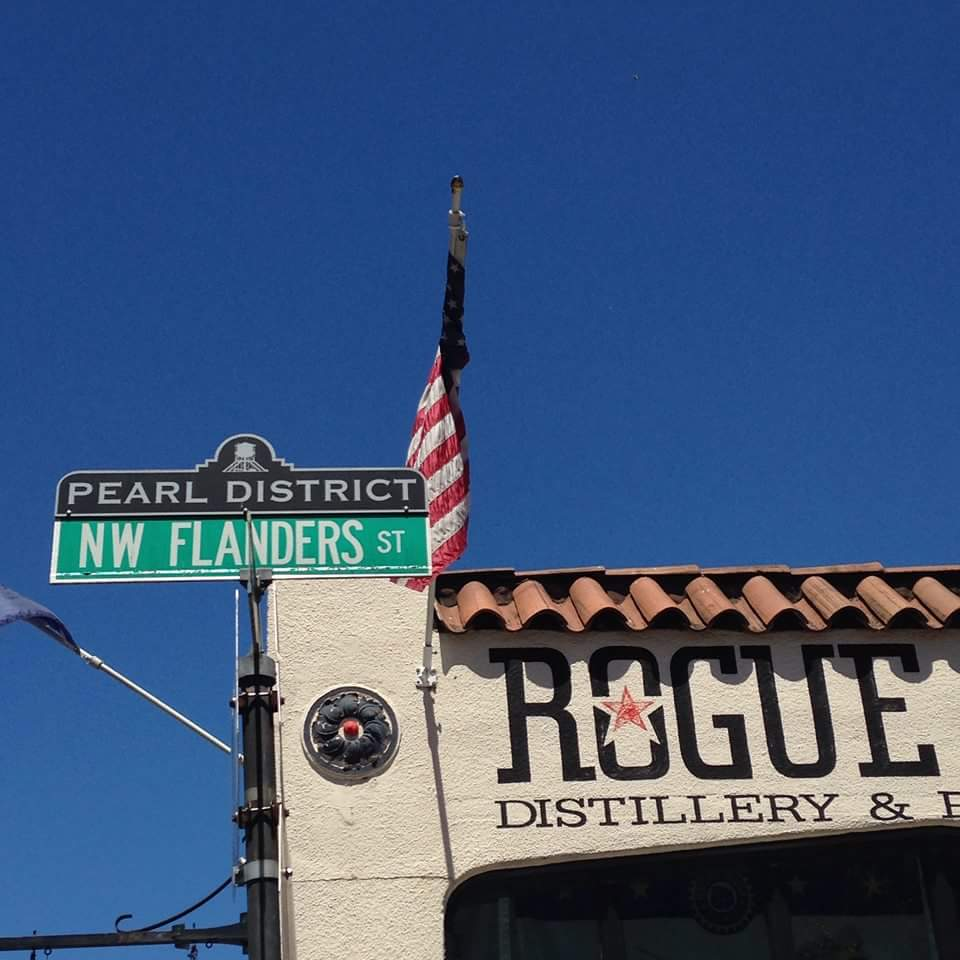
La Flanders Street à Portland, Oregon, d'où le personnage tire son nom.

Ned Flanders, conçu par Rich Moore, apparaît pour la première fois dans le premier épisode de la première saison de Les Simpson, Noël mortel. L'épisode est le premier à être diffusé, mais n'est pas le premier à être produit. Le premier épisode dans lequel la famille Flanders joue un rôle important est Mini golf, maxi beauf de la deuxième saison, qui marque également la première apparition de Maude et de Rod Flanders. Le nom de Flanders provient de Flanders Street, une rue de Portland, en Oregon, la ville natale de Matt Groening, le créateur de Les Simpson.
À l'origine, Groening souhaite que Flanders ne soit rien de plus qu'« un type vraiment sympa, que Homer n'aurait aucune raison de détester mais qu'il détesterait tout de même ». Ce n'est qu'après plusieurs épisodes qu'il devient un fervent chrétien. Mike Scully remarque que Ned est « tout ce que Homer aimerait être, même s'il ne l'admettra jamais ». Alors qu'il ne devait être qu'un voisin jalousé par Homer, Harry Shearer, le comédien qui prête sa voix au personnage en version originale, a utilisé « une voix si douce » que les producteurs de la série ont décidé de faire de lui un personnage doux et chrétien qui ferait un bien meilleur voisin que Homer. Le doublage de Ned Flanders est également caractérisé par ses bégaiements dénués de sens. En version originale, il ponctue régulièrement ses phrases par l'onomatopée « diddly », traduite en français par des expressions désuètes, comme « Tu l'as dit bouffi ! » ou « Sali salut ! », ou bien par l'ajout du suffixe « -ounet » à la fin de certains mots,, ou bien "Ti-dli-di", "Ti-dli-dé" ou encore "ti-dli-doo" à la fin de ses phrases dans la version québécoise, ce qu'il appelle "turluter".

### Développement

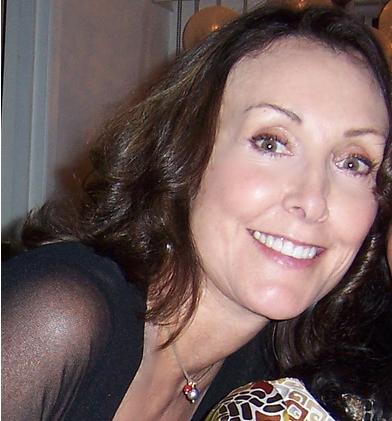
Tress MacNeille a réalisé le cri strident de Ned Flanders dans l'épisode Bart des ténèbres.

Lors de ses premières apparitions, la religion de Flanders ne joue qu'un rôle secondaire. Le personnage doit avant tout être si parfait qu'il suscite des réactions d'agacement ou de honte chez la famille Simpson. De son côté, Homer déteste Flanders et s'efforce systématiquement de lui nuire. Les scénaristes s'efforcent constamment de ne pas faire du personnage de Ned quelqu'un de « si doucereux qu'il en deviendrait antipathique ». Néanmoins, dans les dernières saisons de la série, il correspond davantage à une caricature d'un partisan de la droite chrétienne, au détriment de son rôle de « voisin parfait » et irritant. Il fait notamment preuve de préjugés à l'encontre des homosexuels et des non-chrétiens,.
Le magasin de Ned, Le Palais du Gaucher, apparaît pour la première fois dans l'épisode éponyme. L'idée est venue de George Meyer, dont un ami qui possédait un magasin spécialisé pour les gauchers qui a fait faillite. L'épisode Une crise de Ned permet aux scénaristes de mettre à l'épreuve la foi de Flanders et d'étudier les limites de ce qu'il peut supporter.

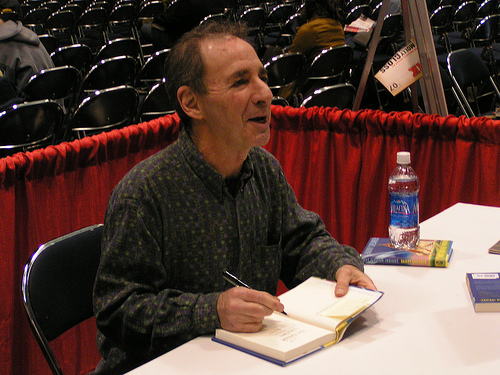
Harry Shearer voix originale de Ned Flanders depuis le début de la série.

En version originale, Flanders n'a pas été doublé par Harry Shearer à deux occasions. Dans Bart des ténèbres, son cri très aigu est réalisé par l'actrice Tress MacNeille, et dans Max Simpson, il est doublé par Karl Wiedergott précisément au moment où il explique que les producteurs de dessins animés peuvent facilement remplacer les acteurs de doublage « sans que personne ne s'en aperçoive »,. En version française, Patrick Guillemin assure le doublage de Ned Flanders jusqu'à son départ de la série après la saison 9. Il est alors remplacé par Pierre Laurent. L'acteur Roland Timsit lui prête sa voix dans l'épisode Le Saut de la mort et Hervé Caradec a assuré le remplacement de Patrick Guillemin pendant sept épisodes de la quatrième saison : Simpson Horror Show III, Marge a trouvé un boulot, La Plus Belle du quartier, Monsieur Chasse-neige, Le Premier Mot de Lisa, Oh la crise... cardiaque ! et Le Monorail.

### Les Aventures de Ned Flanders
Les Aventures de Ned Flanders est un court métrage qui apparaît à la fin de l'épisode de la quatrième saison Le Roi du dessin animé. Intitulé Aime ce Dieu, il met en exergue la ferveur de Ned et la gentillesse parfaite de sa famille. Lorsque ses enfants lui annoncent qu'ils refusent de se préparer pour aller à l'église, il se prépare à les gronder, mais ils lui indiquent qu'on est samedi et non dimanche. Ned rit alors de son erreur et déclare « D'accodac les enfants ! ». L'ajout de ce passage permet de résoudre un problème : l'épisode Le Roi du dessin animé est trop court et les producteurs de la série ont déjà eu recours à tous les stratagèmes possibles pour l'allonger. L'épisode lui-même est scénarisé par Adam I. Lapidus, mais le scénario de Aime ce Dieu est écrit par Mike Reiss, Al Jean et Sam Simon.
L'existence de ce court métrage a laissé les amateurs de la série perplexes. Bill Oakley et plusieurs autres scénaristes l'apprécient tellement qu'ils ont voulu en faire d'autres, mais les limitations temporelles les en ont empêchés. C'est pour cette raison que Bill Oakley et Josh Weinstein ont décidé de produire un épisode entier qui ne serait rien d'autre qu'une succession de courts métrages. Cet épisode, 22 courts-métrages sur Springfield, est diffusé pendant la septième saison. Il contient un segment sur Ned Flanders et le révérend Lovejoy qui est écrit par David X. Cohen. Cet épisode a inspiré l'épisode de Futurama La Cagnotte de la soie.

## Accueil
Bien qu'il soit devenu une caricature de la droite chrétienne, Ned Flanders reste l'un des personnages favoris des téléspectateurs chrétiens. L'ancien archevêque de Cantorbéry Rowan Williams avoue être un adepte de Les Simpson et apprécier particulièrement le personnage de Ned,. Selon Chris Turner, l'« insupportable piété » de Ned constitue « la critique la plus claire de Les Simpson envers les religions organisées » : envahies par les dévots sans humour comme Flanders, elles ont perdu leur place au cœur de la société et n'accordent plus de réconfort qu'à une minorité. Steve Goddard, du site web Ship of Fools, déclare : « Ned est un innocent dans un monde cynique et compromis. Nous l'aimons car nous savons ce que ça fait d'être considéré comme un nerd, sans jamais perdre le sourire ».

## Influence

### Flanderisation
La flanderisation désigne le processus par lequel les traits essentiels d'un personnage de fiction sont exagérés au cours d'une œuvre sérielle. Il est inventé par TV Tropes en référence à Ned Flanders, qui est de plus en plus caricaturé au cours de la série, passant d'un bon voisin religieux à un évangélique "fanatique de la Bible". La flanderisation est analysée comme un aspect des œuvres en série, en particulier des comédies télévisées, qui montre le déclin d'une œuvre,.

### Religion
Ned Flanders est décrit par Peter Feuerherd comme « l'évangélique le plus célèbre des États-Unis ». Selon Christianity Today, « aujourd'hui sur les campus des écoles secondaire et universités américains, le nom le plus souvent associé au mot « chrétien », autre que Jésus, n'est ni celui du pape, ni celui de Mère Teresa, ni même celui de Billy Graham. C'est plutôt celui de Ned Flanders, un drôle de bonhomme qui apparaît dans la série animée qui s'appelle Les Simpson. Sa moustache, ses grosses lunettes, son chandail vert et son irrépressible gaieté ont fait de lui une figure indélébile : l'évangélique le plus connu chez les non-évangéliques ». Lorsqu'il jouait aux Canadiens de Montréal, l'ancien gardien de hockey sur glace Peter Budaj possédait un casque sur lequel figurait Ned Flanders.

### Musique
Le festival Greenbelt, une manifestation britannique consacrée à la musique et aux arts chrétiens, organise une « Soirée Ned Flanders » en 2001. L'événement est marqué par l'organisation d'un concours de sosies ainsi que par la participation d'un tribute band, les Ned Zeppelin. Leur concert s'est tenu dans une salle pouvant accueillir cinq cents personnes et plus de 1 500 personnes ont été refusées à l'entrée. Une autre édition de cette soirée spéciale est organisée en 2002, toujours avec la participation de Ned Zeppelin.
Les Okilly Dokilly sont un autre tribute band qui joue du heavy metal.

## Produits dérivés
Ned apparaît dans de nombreux produits dérivés de la franchise de Les Simpson. En 2008, HarperCollins sort dans la collection The Simpsons Library of Wisdom le livre centré sur Ned, Flanders' Book of Faith, littéralement Le Livre de la foi de Flanders. Ce livre raconte la vie de Ned Flanders et sa foi à toute épreuve.
Playmate Toys a sorti deux figurines de Ned Flanders dans la série World of Springfield. La première, sortie en août 2000, représente Ned dans son apparence habituelle avec une toque de cuisinier, une pelle et un livre. Et la deuxième, sortie en octobre 2002, représente Ned habillé en scout avec un pistolet de signalisation, une paire de lunettes, un chapeau de scout, un canif, un livre de premiers secours et une pomme de pin. En 2002, Hamilton sort une collection de figurines en résine faites à la main, Les Citoyens de Springfield, dans laquelle Ned Flanders est représenté derrière son comptoir du Palais du Gaucher. Cette même entreprise sort également la collection spéciale épisodes d'Halloween dans laquelle se trouve Ned Flanders en costume de Satan sous le titre Celui que vous attendiez le moins. Dans la même tenue, Ned apparaît dans la série de figurines exclusives Treehouse of Horror I pour la chaîne de magasins Toys “R” Us en octobre 2000.

### Épisodes
1. ↑  T'oh Canada, Matthew Nastuk. Les Simpson, saison 30, épisode 21.
2. ↑  Diablesses chez Ned.com, Bob Anderson et Joel H. Cohen. Les Simpson, saison 16, épisode 20.
3. 1 2  Je crois en Marge, Donick Cary et Steven Dean Moore. Les Simpson, saison 8, épisode 22.
4. 1 2 3 4 5  Une crise de Ned, Steve Young et Bob Anderson. Les Simpson, saison 8, épisode 8.
5. 1 2  J'aime Lisa, Frank Mula et Wes Archer. Les Simpson, saison 4, épisode 15.
6. 1 2 3  Le Palais du Gaucher, Jim Reardon et Jon Vitti. Les Simpson, saison 3, épisode 3.
7. ↑  Un tramway nommé Marge, Rich Moore et Jeff Martin. Les Simpson, saison 4, épisode 2.
8. 1 2  Fiesta à Las Vegas, David M. Stern et Neil Affleck. Les Simpson, saison 10, épisode 10.
9. ↑  Oh la crise... cardiaque !, David Silverman, Gary Apple et Michael Carrington. Les Simpson, saison 4, épisode 11.
10. 1 2  Bart le tombeur, Carlos Baeza et Jon Vitti. Les Simpson, saison 3, épisode 16.
11. 1 2 3  Adieu Maude, Ian Maxtone-Graham et Jim Reardon. Les Simpson , saison 11, épisode 14.
12. 1 2  Le Péché de Ned, Brian Kelley et Michael Marcantel. Les Simpson, saison 14, épisode 13.
13. ↑  Les Ned et Edna unis, Jeff Westbrook et Chuck Sheetz. Les Simpson, saison 23, épisode 21.
14. ↑  L'Homme qui en voulait trop, Jeff Westbrook et Matthew Schofield. Les Simpson, saison 25, épisode 13.
15. ↑  Mini golf, maxi beauf, Jeff Martin et Rich Moore. Les Simpson, saison 2, épisode 6.
16. ↑  Aux frontières du réel, Reid Harrison et Steven Dean Moore. Les Simpson, saison 8, épisode 10.
17. ↑  Le Saxe de Lisa, Al Jean et Dominic Polcino. Les Simpson, saison 9, épisode 3.
18. ↑  Le Retour du frère prodigue, John Swartzwelder et Rich Moore. Les Simpson, saison 3, épisode 24.
19. ↑  Homer aime Flanders, Wes Archer et David Richardson. Les Simpson, saison 5, épisode 16.
20. ↑  Le malheur est dans le prêt, Mark Kirkland et Jeff Westbrook. Les Simpson, saison 20, épisode 12.
21. ↑  Le Foyer de la révolte, Jon Vitti et Susie Dietter. Les Simpson, saison 7, épisode 3.
22. ↑  Et la cavalerie arriva, Michael Polcino et Marc Wilmore. saison 14, épisode 21.
23. ↑  Simpson Horror Show XIV, John Swartzwelder et Steven Dean Moore. Les Simpson, saison 15, épisode 1.
24. 1 2 3  Adam I. Lapidus et Rich Moore. Le Roi du dessin animé, Les Simpson, saison 4, épisode 19.